# Friedrich Georg von Sohr
Friedrich Georg Ludwig von Sohr (* 22. März 1775 in Berlin; † 10. September 1845 in Stargard in Pommern) war ein preußischer Offizier, zuletzt im Rang eines Generalleutnants. Er war seit 1794 Ritter des Ordens Pour le Mérite, der höchsten preußischen Tapferkeitsauszeichnung, und gehörte zu den wenigen Inhabern der Krone dieses Ordens. Sohr wurde erster Leiter der von ihm mitbegründeten Lehranstalt für die preußische Kavallerie, dem späteren Militär-Reitinstitut, und war Autor einer Kavallerieinstruktion die noch über ein halbes Jahrhundert später verbindlich blieb. 

## Leben

### Herkunft
Friedrich Georg Ludwig von Sohr entstammte einem alten, ursprünglich böhmischen Adelsgeschlecht, aus Soor bei Trautenau. Von Kaiser Rudolf II. erhielt die Familie eine Adelserneuerung ihres Adelsstand. In den Wirren des Dreißigjährigen Krieges wanderte die Familie nach Polen und Schlesien aus, Familienangehörige standen zeitweise auch in spanischen und dänischen Diensten. Unter dem Großen Kurfürsten kamen Angehörige des polnischen Zweiges in die Mark Brandenburg, wo sie in der Neumark zu Fürstenwalde bei Küstrin zu Besitz und Ansehen gelangten. Mitglieder dieser Linie dienten vor allem in der brandenburgisch-preußischen Armee, standen aber auch in sächsischen Militärdiensten.
Georg Wilhelm von Sohr (* 30. November 1726 in Wittstock; † 30. März 1800 in Berlin), der Vater von Friedrich Georg, war zuletzt preußischer Oberst und Kommandeur des 2. Feldartillerie-Regiments in Berlin. Er war ein treuer Weggefährte von König Friedrich II. und kämpfte in zahlreichen Schlachten während des Zweiten Schlesischen Krieges und im Siebenjährigen Krieg. Er erhielt am 22. November 1787 eine Erneuerung seines Adelsstandes im Königreich Preußen. Georg Wilhelm heiratete Marie Dorothea Elisabeth von Briest (1741–1783) aus dem Hause Nennhausen im Havelland, die Tochter des Hauptmanns August Sigismund von Briest auf Müncheberg und Mutter von Friedrich Georg. Beide Eltern sind auf dem Altern Garnisonfriedhof in Berlin bestattet. Das Paar hatte sieben Kinder, von denen nur drei Söhne ihre Eltern überlebten. Friedrich Georg war der älteste Sohn, sein jüngerer Bruder Ludwig von Sohr (1777–1848) wurde wie er preußischer Generalleutnant.

### Militärischer Werdegang

#### Anfänge bis zum Frieden von Tilsit
Der Vater unterrichtete seine Söhne zunächst selbst, später übernahmen Hauslehrer die Erziehung. Am 15. Februar 1789, mit 13 Jahren, trat Sohr in das 2. Leib-Husaren-Regiment, die früheren Zietenschen Husaren, ein. Der Entschluss fiel gegen den Willen seines Vaters, der Friedrich Georgs Eintritt bei der Artillerie wünschte, wo er selbst gedient hatte. 
Mit Ausbruch des Krieges gegen Frankreich 1792 war er Kornett. Als solcher machte er den Herbstfeldzug in der Champagne und die Feldzüge der Jahre 1793 und 1794 am Rhein mit. Während der Kanonade von Valmy am 20. September 1792 wurde Sohr verwundet. Für seinen Mut und seine Tapferkeit wurde er schon früh von seinen Vorgesetzten zur Verleihung des Ordens Pour le Mérite vorgeschlagen, allerdings erhielt er am zweiten Tage der Schlacht bei Kaiserslautern, am 30. November 1793, eine schwere Schussverletzung. Man zweifelte an seiner Genesung, so dass sein Regiment an seiner Stelle zwei andere Offiziere zur Auszeichnung vorschlug. Trotz eines erneuten Gesuches war es ihm im späteren Verlaufe des Krieges, an dem er seit Ende Juni 1794 wieder teilnahm, nicht gelungen den Orden zu erwerben. Erst mit der Verabschiedung seines Regimentschefs Oberst Anton Wilhelm von L’Estocq, der für die Verdienste während seines Kommandos Wünsche äußern durfte, erhielt Sohr die Auszeichnung. L’Estocq bat den preußischen König Friedrich Wilhelm II. um den Orden Pour le Mérite für zwei seiner Offiziere, mit dem Sekondeleutnant Sohr, der auch sein Adjutant war, am 16. Januar 1795 ausgezeichnet wurde.
Ab 1798 bis 1800 besuchte Sohr die Tierarzneischule in Berlin. Im Anschluss diente er mehrere Jahre beim Remontewesen. Zunächst hatte er die für das Regiment bestimmten, im Fürstentum Moldau angekauften Pferde in Oberschlesien in Empfang zu nehmen. Später erhielt er den Auftrag das Ankaufsgeschäft für alle preußischen Husarenregimenter an Ort und Stelle zu überwachen und zu leiten sowie die Pferde sicher durch Österreich nach Preußen zu befördern. Dabei war ihm seine Ausbildung an der Tierarzneischule sehr hilfreich. 
Auf Grund seines Remontedienstes konnte er an den Feldzügen im Herbst 1806 nicht teilnehmen. Erst auf dem Rückmarsch aus Tarnowitz in Schlesien erhielt Sohr aus Zeitungen die Nachricht von den Niederlagen der Preußischen Armee in den Schlachten bei Jena und Auerstedt am 14. Oktober 1806. Nur auf weiten Umwegen konnte er die im Osten des Landes sich sammelnden Trümmer des Heeres erreichen. Unter großen Schwierigkeiten, wobei er auch die Vorhut des siegreich vordringenden Feindes verdeckt passieren musste, gelang es ihm seinen Transport nach Ostpreußen zu bringen. Er konnte dabei über 200 Remotenpferde und 45 Husaren mit ihren eigenen Pferden nach Wehlau retten. Zum Dank ernannte ihn König Friedrich Wilhelm III. von Preußen, dem er persönlich Meldung machte und dabei auch Königin Louise in einer bewegenden Szene traf, zum Stabsrittmeister. Eine Beförderung außer der Reihe. Ende Februar 1807 erhielt Sohr den Befehl über eine Eskadron, die aus Mannschaften verschiedener Regimenter gebildet wurde. Mit dieser Einheit nahm er noch an kleineren Gefechten teil. Später wurde er dem Major Friedrich August Ludwig von der Marwitz unterstellt. Marwitz war mit der Aufstellung eines Freikorps beauftragt, dem Sohr nur widerwillig angehören wollte. Durch Vermittelung von Generalleutnant Gebhard Leberecht von Blücher konnte er sich dieses Kommandos entledigen. Er durfte Blücher die gesammelten Mannschaften des Leib-Husaren-Regiments nach Schwedisch-Pommern zuführen. Mit diesen Truppen wurde er bei der Neubildung des Heeres nach dem Frieden von Tilsit in das 1. Brandenburgische Husaren-Regiment übernommen.

#### Befreiungskriege
1809 wurde Sohr zum Rittmeister befördert. Als sein Regiment im Jahre 1812 zwei Eskadronen zu Napoleons Feldzug gegen Russland stellen musste, losten die Eskadronchefs aus, wer mitgehen und wer zurückbleiben solle. Sohr gehörte zu letzteren Offizieren. Ein Tausch, dem er dem Rittmeister von Zieten vorschlug, lehnte dieser, obwohl er nur ungern am Feldzug teilnehmen wollte, mit Hinweis auf sein Pflichtgefühl ab. 
Zu Beginn der Befreiungskriege kämpfte er, seit 1812 Major, während des Frühjahresfeldzuges 1813 an der Spitze seiner Eskadron in den Schlachten bei Großgörschen (2. Mai 1813), Bautzen (20. und 21. Mai 1813), Reichenbach (22. Mai 1813) und dem Gefecht bei Haynau (26. Mai 1813). Für sein Verhalten in der Schlacht bei Bautzen erhielt er das Eiserne Kreuz II. Klasse. Im Herbstfeldzug 1813 gehörte Sohr mit seinem Regiment zur Schlesischen Armee und nahm an der Schlacht an der Katzbach am 26. August 1813 sowie der anschließenden Verfolgung der geschlagenen Truppen von Marschall Jacques MacDonald und der Schlacht bei Wartenburg am 3. Oktober 1813 teil. Bereits im September 1813 übernahm er als ältester Stabsoffizier das Kommando seines Regiments, das nun zu der vom Oberst Andreas Georg Friedrich von Katzler befehligten Vorhut der Schlesischen Armee gehörte. In der Völkerschlacht bei Leipzig (16. bis 19. Oktober 1813) konnte sich Sohr besonders auszeichnen. Er kämpfte mit seinem Regiment beim Leipziger Vorort Möckern, dessen Besetzung durch preußische Truppen nach langem Kampf am Nachmittag des ersten Schlachttages gelang. Entscheidenden Anteil am Sieg hatte Sohrs Reiterattacke. Dieser bat seinen Kommandierenden General Ludwig Yorck von Wartenburg ihm die Entscheidung für den Zeitpunkt des Angriffs zu überlassen. Als er denselben gekommen sah, brach er mit drei ihm unterstellten Eskadronen vor. Der Erfolg konnte durch die inzwischen herangekommene Reservekavallerie gesichert werden. Yorck bedankte sich persönlich beim schwerverwundeten Sohr und sagte nur ihm allein sei der Sieg des Tages zu verdanken. Sohrs Genesung ging schneller als erwartet, bereits Ende November 1813 traf er vor Mainz wieder bei seinem Regiment ein. Für sein Verhalten bei Möckern wurde er mit dem Russischen Orden der Heiligen Anna II. Klasse ausgezeichnet und im Dezember 1813 zum Oberstleutnant befördert. Im Januar 1814 erfolgte seine Ernennung zum wirklichen Kommandeur des Regiments.
Den Feldzug von 1814 in Frankreich erlebte Sohr erneut im Verband des Generals von Yorck. Er kämpfte in den Schlachten bei Montmirail (11. Februar 1814), Château-Thierry (12. Februar 1814), Laon (10. und 11. März 1814) und der Schlacht bei Paris (30. März 1814). Nach dem Rückzugsgefecht von Château-Thierry am 12. Februar wurde Sohr mit dem Eisernen Kreuz I. Klasse ausgezeichnet. Die Verleihung erfolgte auf Antrag des Generalmajors Heinrich Wilhelm von Horn und auf Betreiben der zur Brigade gehörenden Offiziere des Füsilierbataillons vom Leibregiment. Mit großer Umsicht hatte Sohr mit seinen Husaren an diesem Tag die Infanterie bei ihrem Rückzuge gedeckt. Noch im April 1814 erhielt Sohr den schwedischen Schwertorden und im Juli 1814 den russischen St.-Georg-Orden.
Während des Feldzuges in Belgien 1815 erhielt er interimistisch das Kommando über die aus seinem eigenen und dem pommerschen Husarenregiment gebildeten 2. Kavalleriebrigade. Er gehörte zum II. Armee-Korps und dessen Kommandierenden General Georg Dubislav Ludwig von Pirch. Nach der Schlacht bei Ligny am 16. Juni 1815 deckte er den Rückzug des Korps auf Tilly bei Villers-la-Ville und stand am folgenden Tag den nachdringenden französischen Truppen unter Marschall Emmanuel de Grouchy gegenüber. Am 18. Juni 1815 abends konnte er noch in der Schlacht bei Waterloo eingreifen. Später erhielt er den Auftrag auf der Straße von Paris nach Orléans einzutreffen, um die Kommunikation von Paris mit dem Umland zu unterbrechen. Dabei wurde Sohr von überlegenen Kräften angegriffen und musste weichen. Die hinter ihm liegende Stadt Versailles war noch nicht, wie er hoffte, von preußischen Truppen besetzt, sondern von Französischer Nationalgarde. Bei den Dörfern Le Chesnay und Rocquencourt östlich von Versailles kam es zum Entscheidungskampf. Im Gefecht bei Rocquencourt gegen französische Einheiten unter dem Befehl von Rémy-Isidore Exelmans am 1. Juli 1815 wurde Sohr selbst schwerverwundet gefangen genommen, nur wenige Mannschaften seiner Brigade entkamen. Sohr wurde nach Paris gebracht, aber bereits wenige Tage später, auf Grund der Ereignisse in Frankreich, freigelassen. Seine Heilung dauerte lange, erst Ende November 1815 ging er zu seinem Regiment zurück konnte aber seinen Dienst nicht antreten. Zur vollständigen Genesung musste er sich nach Berlin begeben.

#### Friedenszeit und Tod
Dass ihm der ungünstige Ausgang des Gefechtes bei Versailles nicht zur Last gelegt wurde, erfuhr Sohr am 3. Oktober 1815 bei einer großen Beförderungswelle, als er zum Oberst ernannt wurde. Von allen Beförderten wurde sein Offizierspatent am weitesten vordatiert. Nach seiner Genesung wurde er beauftragt bei der Errichtung einer Lehranstalt für die Kavallerie mit zuarbeiten, die bald darauf als Militär-Reitinstitut in Berlin, ab 1820 Lehreskadron und ab 1866 Militärreitinstitut Hannover, eröffnet wurde. Mit Kabinettsordre vom 10. Dezember 1816 wurde er zum Direktor des Institutes ernannt und gleichzeitig vom Kommando seines Regiments entbunden. Bis Sommer 1827 führte er diese Anstalt. Außerdem erhielt Sohr am 30. März 1820 als Generalmajor das Kommando der 7. Kavalleriebrigade, deren Regimenter in der Provinz Sachsen standen. 
Aber auch nach seiner Ablösung von der Stellung als Direktor der Lehreskadron behielt er seinen Wohnsitz in Berlin, um dort eine Reitinstruktion auszuarbeiten, welche dem gesamten Reitunterricht im Heer zu Grunde gelegt werden sollte. Als seine Arbeit fertig war, hielt eine begutachtende Kommission die Instruktionen für zu umfangreich, um sie ohne weiteres für den Dienstgebrauch einzuführen. Mit der komplexen Arbeit hatte Sohr auch Begründungen für die gegebenen Regeln und Anweisungen aufgenommen. Unter Weglassung derselben gelangte sie in den Jahren 1825 bis 1826 in vier Teilen zur Ausgabe und zur Einführung an die Truppe und ist in dieser Gestalt mehr als ein halbes Jahrhundert hindurch die bindende Regel für die gesamte Reitausbildung der preußischen und der deutschen Kavallerie geblieben. Auch die später erfolgte Neubearbeitung hat an ihrem Inhalt nicht viel wesentliches geändert. 
Sohr wurde nach Beendigung seiner Arbeit am 18. Juni 1825 als Kommandeur der 4. Kavalleriebrigade nach Stargard in Pommern versetzt und blieb in dieser Stellung, bis der Zustand seiner Gesundheit dies nicht länger zuließ. Noch 1829 wurde ihm der Rote Adlerorden II. Klasse mit Eichenlaub verliehen. Anfang 1832 bat er um seine Pensionierung, dem Gesuch wurde am 9. Januar 1832 stattgegeben. Sohr erhielt vom König eine jährliche Pension von 2250 Talern und den Charakter als Generalleutnant verliehen. Er erhielt am 12. Februar 1844 den Roten Adlerorden I. Klasse mit Eichenlaub. Am 18. Juli 1844 wurde Sohr die neugestiftete Krone zum Orden Pour le Mérite verliehen, eine Auszeichnung die Ordensritter erst nach 50-jähriger Ordenszugehörigkeit erhielten. Sohr wurde der Pour le Mérite ja bereits am 18. Januar 1795 zu Beginn seiner Karriere verliehen. 
Er behielt seinen Wohnsitz zu Stargard und ist dort am 10. September 1845 kurz nach Mitternacht, im Alter von 70 Jahren, gestorben. Noch auf dem Sterbebett erhielt er Besuch vom Prinzen von Preußen, der gerade zur Inspektion der Kavallerie in Stargard weilte und sich bei ihm für seine Dienste bedankte. Auf eigenen Wunsch hin wurde Sohr nach seinem Tod obduziert. Die Ärzte stellten fest, dass sein gesamter linker Lungenflügel fehlte und Herz und Magen ihre Lage verändert hatten. Wahrscheinlich als Folge der schon am 30. November 1793 erlittenen schweren Verwundung in der Schlacht bei Kaiserslautern. Unter großer Anteilnahme der Bürgerschaft, Geistlichkeit und seiner Logenbrüder wurde Friedrich Georg von Sohr auf dem Stargarder Kirchhof bestattet. Über 3000 Personen nahmen an der Beisetzung teil. Der schriftliche Nachlass aus seiner Dienstzeit mit einer Laufzeit von 1802 bis 1828 gelangte in das Heeresarchiv nach Potsdam, wo er im April 1945 bei einem Brand nach einem Bombenangriff vernichtet wurde.

### Familie und Umfeld
Sohr hatte sich am 9. Mai 1811 in der Böhmischen Kirche in Berlin mit Friederike Dorothea Philippine von Brünnow (1777–1831) verheiratet. Seine Frau lernte er bereits 1802 kennen und verlobte sich vier Jahre später mit ihr. Sie war die Tochter des Obersten Friedrich Siegmund von Brünnow. Die Ehe blieb kinderlos. 1847, schon zwei Jahre nach Friedrich Georgs Tod, starb auch sein jüngerer Bruder der preußische Major a. D. August von Sohr und am 28. März 1848 auch der letzte der drei Brüder Ludwig von Sohr, Generalleutnant a. D. Mit seinem Tod erlosch das Geschlecht im Mannesstamm.
Friedrich Georg von Sohr gehörte der Berliner Freimaurerloge „Zu den drei Seraphim“, einer Tochterloge der Großen National-Mutterloge „Zu den drei Weltkugeln“, an.

## Werke (Auswahl)
- Instruction für den zur Abnahme der zu gestellenden Pferdewärter, Handwerker und Mobilmachungspferde als Militär-Commissarius commandirten Offizier. 32 Seiten. (das Werk erschien nicht im Buchhandel, es wurde 1854 bei Horning & Comp. in Berlin gedruckt)
- Instruction zum Reit-Unterricht für die Königlich Preussische Kavallerie.
  - Erster Theil. 136 Seiten, Berlin 1825.
  - Zweiter Theil. 185 Seiten, Berlin 1825.
  - Dritter Theil. Ausschließlich zum Gebrauch bei der Lehr-Eskadron bestimmt. 96 Seiten, Berlin 1826.
  - Vierter Theil. Anleitung zur Behandlung der Remonten. Als Anhang zum Reitunterricht für die Kavallerie. 162 Seiten, Berlin 1826.
- Instruction. 96 Seiten, Berlin 1856. (das Werk erschien nicht in Buchhandel, es ist ein Nachdruck des von Sohr bearbeiten 4. Teils der Istruction)